# Cyril Jančálek
Cyril Jančálek, křtěný Cyril Metoděj (1. ledna 1891 Týnec - 7. ledna 1954 Praha), byl český malíř a středoškolský pedagog.

## Život
Narodil se v obci Týnec do rodiny chalupníka Antonína Jančálka a jeho ženy Kateřiny rozené Nešporové. V mládí rád a obstojně kreslil a jeho záliba vyústila studiem na umělecké škole. Obecnou školu absolvoval v Týnci a za dalším studiem se vydal do Prahy. Zprvu bral soukromé hodiny u Joži Úprky a dle vzpomínek Martina Benky se krátce připravoval na přijímací řízení u Al. Kalvoldy. V letech 1910–1913 studoval na umělecko-průmyslové škole tzv. přípravku a v letech 1913–1915 speciální školu pro dekorativní malbu u prof. Karla Vítězslav Maška. V dalším školení pokračoval na malířské akademii, kde navštěvoval od II. semestru roku 1917/18 speciální školu prof. Maxmilána Pirnera.
Po ukončení akademického studia absolvoval státní zkoušku potřebnou pro vykonávání výuky na středních školách a v letech 1918–1925 působil jako profesor kreslení na Slovensku. Cyril Jančálek vystavoval s Uměleckou besedou slovenskou a se Sdružením výtvarných umělců moravských, jež byl jeho dlouholetým členem. Po návratu do Čech se malíř usadil v Praze na adrese Praha XIII Vršovice 967 Náměstí Svatopluka Čecha. Zde 1. července v roce 1954 zemřel a pohřben byl na Vinohradském hřbitově.
Ve svém díle tvořil ponejvíce figurální díla a čerpal často z motivů ze Slovenska a Slovácka.

## Zastoupení v muzeích a galeriích
- Galerie výtvarného umění v Hodoníně
- Galerie výtvarného umění v Ostravě
- Památník národního písemnictví
- Krajská galerie výtvarného umění ve Zlíně
- Národní galerie Praha
- Arcidiecézní muzeum Olomouc
- Moravská galerie v Brně[4]
- Zemědělské muzeum v Bratislavě

## Výstavy

### Kolektivní
- 1925 Umělecká výstava Sdružení českých umělců grafiků Hollar, Jednoty umělců výtvarných, Sdružení výtvarných umělců moravských, Květná zahrada, skleník, Kroměříž
- 1928 Československé výtvarné umění 1918–1928, Brno
- 1936 I. jarní Zlínský salon, Zlín
- 1939 Národ svým výtvarným umělcům, Dům umělců, Hodonín

## Galerie

Cesta vřesem (olej na kartonu)
Veselá jízda (olej na překližce)
V bouři (olej na kartonu) 1944
Na projížďce (olej na kartonu)
Odpočinek na povozu (olej na kartonu)
Žně (Olej na plátně)
Beckov (Olej na plátně)